# Breadalbane (Tasmanië)
Breadalbane is een plaats in de Australische deelstaat Tasmanië. De plaats telde 103 inwoners op 10 augustus 2021. Breadalbane ligt zo'n 11 kilometer ten zuiden van Launceston. De plaats is door Lachlan Macquarie vernoemd naar de Earl of Breadalbane and Holland, een neef van zijn vrouw. Daarvoor stond het district bekend als 'Cocked Hat', 'The Springs' en 'Brumby's Plain'.